# دصيور غربي
الدصيور الغربي (باللاتينية: Dasyurus geoffroii) ويُعرَف بعدَّة أسماءٍ في لغات أستراليا الأصليَّة منها تشودِتش وتشِلبا وكونيكا وإدنيا هو نوعٌ من الدصيور يعيش في غربي قارة أستراليا. الدصيور الغربي حيوانٌ لاحم متوسِّط الحجم، له ذيلٌ طويل مثل قريبيه الدصيور الشمالي والشرقي. وهو يختلف عن قريبه وثيق الصِّلة الدصيور الشرقي بأنَّ له إصبعاً إضافياً في أرجله الخلفية وذيلاً أغمق لوناً. يعتبر هذا الحيوان نوعاً قريباً من خطر الانقراض بحسب القائمة الحمراء، وذلك لأنَّ وجودَه في العالم محصورٌ الآن بإقليمٍ صغير جنوب أستراليا الغربية.

## الوصف والحياة
الدصيور الغربي نوعٌ متوسِّط الحجم مقارنةً بالدصيورات الأخرى، لونه بنيٌّ مع بقعٍ بيضاء في الأجزاء العليا من جسده، أمَّا من الأسفل فهو أبيضٌ صافٍ. لدى هذا الحيوان خمس أصابع في كل واحدةٍ من أرجله الخلفية. يبلغ طول جسده (مع الرأس) نحو 330 مم وسطياً، يُضَاف إليها 280 مم من طول الذيل الوسطي. يزن الفرد الواحد ما يصل إلى كيلوغرامَين، ويكون الذكور أثقل بقليلٍ من الإناث.
الدصيور الغربي حيوانٌ مفترس من الروامس (ليليُّ النشاط)، وهو يقضي مُعظم وقته على الأرض، لكنَّه يتسلَّق الأشجار أحياناً. يتغذى هذا الكائن على الفقاريات الصَّغيرة والجيف ومفصليات الأرجل وجراد البحر الذي يجده في الماء العذب، إضافةً إلى أشياء أخرى. يكون موسم تزاوجه بين شهري أبريل ويوليو.

## الموئل
كان يعيش الدصيور الغربي سابقاً في مُعظم أرجاء وسط قارة أستراليا، إذ وصلت أماكن انتشاره إلى كوينزلاند ونيوساوث ويلز وفكتوريا. لكنَّه الآن لا يعيش إلا في الزاوية الجنوبية الغربيَّة من القارة، حيث يَسكُن الغابات الجافَّة والرَّطبة على حدِّ سواء.
في شهر أبريل عام 2014، بدأت تجربةٌ لإعادة استقدام الدصيور الغربي إلى جبال فلندرز في جنوبي أستراليا. مع أنَّ ثلث الحيوانات التي أطلقت إلى البرية ماتت (في أغلب الأحوال على أيدي قططٍ بريَّة)، إلا أنَّ معظم الإناث الباقية تكاثرت وأنجبت نحو 60 صغير. يُخطَّط لإطلاق دفعةٍ ثانية منها في عام 2015.

## التصنيف
أول من وصف الدصيور الغربي علمياً هو عالم الطبيعة جون غولد في عام 1841، عندما كان النوع لا يَزال منتشراً في أنحاء أستراليا. وقد اختار اسم النوع - geoffroii - تيمُّناً بالأحيائي الفرنسي إيتيان جوفري سانت هيلار، الذي وصف جنس الدصيور عام 1796.
أوثق أنواع الكائنات الحيَّة المعروفة صلةً بالدصيور الغربي هو الدصيور البرونزي، وهو نوعٌ اكتشف حديثاً نسبياً في جزيرة غينيا الجديدة، واعتقد لفترةٍ من الزمن أنه محضُ جمهرةٍ منفصلة من الدصيور الغربي ذاتِه.